# ASAS-SN-15lh
ASAS-SN-15lh (SN 2015L) var en supernova som var den ljusaste kända supernovan. Dess absoluta magnitud var som bäst -23.5±0,1. Den var 200 gånger ljusare än en vanlig supernova, och dess ljusstyrka motsvarade 570 miljarder solar, eller närmare 50 gånger vintergatans ljusstyrka. Supernovan var på ett avstånd på 3,8 miljarder ljusår, och kunde inte observeras med blotta ögat.
ASAS-SN-15lh antas befinna sig i galaxen APMUKS(BJ) B215839.70−615403.9.